# Magdeleno Mercado
Magdaleno Mercado Gutiérrez (1944. április 4. – 2020. március 6.) mexikói válogatott labdarúgó.

## Pályafutása

### Klubcsapatban
1965 és 1971 között a Club Atlas játékosa volt.

### A válogatottban
1966 és 1968 között 8 alkalommal szerepelt a mexikói válogatottban. Részt vett az 1966-os világbajnokságon.

## Sikerei
Club Atlas
- Mexikói kupa (1): 1967–68

## Külső hivatkozások
- Magdeleno Mercado adatlapja a National-Football-Teams.com oldalon (angolul)